# Oberaußem-Fortuna
Oberaußem-Fortuna ist eine Gemarkung der Stadt Bergheim im Rhein-Erft-Kreis in Nordrhein-Westfalen. Bis 1975 war Oberaußem-Fortuna eine eigenständige Gemeinde.

## Geographie
Die beiden Gemeindeteile von Oberaußem-Fortuna waren die Orte Oberaußem und Fortuna. Während Oberaußem heute ein Stadtteil von Bergheim ist, ist der gesamte Bereich Fortuna, bestehend aus Brikettfabrik, Kraftwerk, Tagebau und Siedlung, heute nur noch eine unbewohnte und renaturierte Fläche. Die ehemalige Gemeinde Oberaußem-Fortuna besaß eine Fläche von 10,67 km².

## Geschichte
Seit dem 19. Jahrhundert bestand im Kreis Bergheim im Regierungsbezirk Köln die Landgemeinde Oberaußem. Im Süden des Gemeindegebiets entstanden seit dem Ende des 19. Jahrhunderts eine Brikettfabrik, das Kraftwerk Fortuna und eine vollständig neue Ortschaft namens Fortuna. Nach dem Zweiten Weltkrieg wurde die gesamte Gemeinde in Oberaußem-Fortuna umbenannt. 
Durch das Köln-Gesetz wurde die Gemeinde Oberaußem-Fortuna am 1. Januar 1975 in die Stadt Bergheim eingegliedert. Der gesamte ehemalige Gemeindeteil Fortuna fiel seit dem Ende der 1970er Jahre dem Tagebau Bergheim zum Opfer, der 2002 stillgelegt und mittlerweile rekultiviert wurde.

## Einwohnerentwicklung
| Jahr | Einwohner | Quelle |
| ---- | --------- | ------ |
| 1871 | 940       | [ 3 ]  |
| 1885 | 990       | [ 4 ]  |
| 1910 | 1756      | [ 5 ]  |
| 1925 | 3142      | [ 2 ]  |
| 1939 | 3287      | [ 6 ]  |
| 1946 | 3867      | [ 7 ]  |

## Sport
An die ehemalige Gemeinde erinnert heute noch der Vereinsname der SpVgg Oberaußem-Fortuna.